# Bretagne (Indre)
Bretagne é uma comuna francesa na região administrativa do Centro, no departamento Indre. Estende-se por uma área de 19 km². Em 2010 a comuna tinha 139 habitantes (densidade: 7,3 hab./km²).